# Kentbrooksita
La kentbrooksita és un mineral de la classe dels silicats, que pertany al grup de l'eudialita. Rep el nom en honor de Charles Kent Brooks (1943-), professor de l'Institut Geològic de la Universitat de Copenhaguen. Va ser el líder de catorze expedicions geològiques a la zona de Kangerdlugssuaq, a l'est de Groenlàndia, i va recollir l'espècimen tipus.

## Característiques
La kentbrooksita és un silicat de fórmula química (Na,REE)₁₅(Ca,REE)₆(Mn²⁺,Fe²⁺)₃Zr₃Nb[Si₂₅O₇₄]F₂·2H₂O. Va ser aprovada com a espècie vàlida per l'Associació Mineralògica Internacional l'any 1998. Cristal·litza en el sistema trigonal. La seva duresa a l'escala de Mohs es troba entre 5 i 6.
Segons la classificació de Nickel-Strunz, la kentbrooksita pertany a «09.CO: Ciclosilicats amb enllaços de 9 [Si9O27]18-» juntament amb els següents minerals: al·luaivita, eudialita, ferrokentbrooksita, khomyakovita, manganokhomyakovita, oneil·lita, raslakita, feklichevita, carbokentbrooksita, zirsilita-(Ce), ikranita, taseqita, rastsvetaevita, golyshevita, labirintita, johnsenita-(Ce), mogovidita, georgbarsanovita, aqualita, dualita, andrianovita, voronkovita i manganoeudialita.

## Formació i jaciments
Va ser descoberta a la localitat d'Amdrup Firth, al fiord Kangerlussuaq, a Sermersooq (Groenlàndia). També ha estat descrita a Citadellet, una localitat propera a la localitat tipus, així com en altres indrets repartits per Brasil, els Estats Units, Canadà, Portugal, Espanya, Noruega, Sud-àfrica, el Tadjikistan i Rússia.